# 泛美航空759號班機空難
泛美航空759號班機是泛美航空1班的來回美國邁阿密到聖地亞哥定期航班，在1982年7月9日，1架波音727-235客機起飛之後幾秒鐘就墜毀於新奧爾良郊區肯納，機上138名乘客、7名機組員全數罹難，並造成地面8人死亡、4人受傷，同時使6棟房屋被毀、5棟房屋嚴重損毀。
泛美航空759號班機空難是1982年最嚴重的空難，也是美國領土第5致命空難。
香港著名足球教練暨足球評述員黃興桂的妻子為本次空難罹難者之一。